# Psathyropus cuprilucida
Psathyropus cuprilucida is een hooiwagen uit de familie Sclerosomatidae.